# Academia Nacional de Arte Dramático Silvio D'Amico
La Academia Nacional de Arte Dramático Silvio D'Amico (en italiano: Accademia Nazionale d'Arte Drammatica Silvio D'Amico) es una escuela de teatro ubicada en Roma, Italia. Fundada en 1936 por el teórico, crítico y escritor teatral Silvio D'Amico, es la única escuela estatal para la formación de actores y directores.
Financiada conjuntamente por el Ministerio de Educación, Universidad e Investigación y el Ministerio de Cultura, la academia otorga títulos equivalentes a la licenciatura en arte, así como títulos de maestría. Su valor radica en ser la única escuela de Italia reconocida por el primer ministro / Departamento de Artes Escénicas y el Ministerio de Universidad e Investigación Científica y Tecnológica.

## Alumnado notable
- Margherita Buy
- Vittorio Gassman
- Luigi Lo Cascio
- Nino Manfredi
- Monica Vitti
- Anna Magnani